# Familia Michelsen
Los Michelsen (pronunciado /ˈmɛkəlsən/ "Míkelson" o "Mikélsen"), son una familia de la aristocracia de Colombia de origen judío asquenazí polaco y danés, cuyo centro de poder es la capital de ese país, Bogotá D.C., y continúan siendo relevantes en ese país en la actualidad. Entre sus miembros destacan un expresidente del país, banqueros, empresarios, científicos, políticos del Partido Liberal Colombiano, y personas de gran riqueza.

## Historia

### Origen
Los Michelsen tiene su tronco común en el individuo polaco Isak Michelsen, nacido en 1782 en Lituania-Polonia y fallecido en 1831, probablemente en Dinamarca. Michelsen era judío asquenazí, casado con la judía Rossine Koppel Isaachs, cuya familia paterna proviene de la región germana de Hesse. Los Michelsen Koppel fueron padres de los siguientes personajesː Hellen, Edel, Koppe, Jetta, Frederick y Karl Ivan Michelsen Koppel.
Karl nació en Nyborg, en la isla de Fionia, Dinamarca, el 9 de mayo de 1818. No se sabe con certeza cuando llegó Michelsen Koppel a Colombia ni bajo qué circunstancias, pero se sabe que fue el primer Michelsen en pisar suelo americano. En algún momento se instaló en Bogotá, donde conoció a la dama María del Carmen Uribe Ibáñez, nacida en Santafé de Bogotá e hija del viudo Saturnino Uribe Uribe y Bernandina Ibáñez Arias. Uribe fue gobernador de El Socorro, Santander y había estado casado antes con Paula Maldonado; y Bernardina era famosa por haber sido amante del expresidente de Colombia, Francisco de Paula Santander, al igual que su hermana Nicolasa, con Simón Bolívar.